# Kim Jong-chol (Leichtathlet)
Kim Jong-chol (koreanisch 김종철; geb. 30. März 1972) ist ein ehemaliger nordkoreanischer Marathonläufer. Er nahm an den Olympischen Sommerspielen 2000 in Sydney teil.

## Sport
Er trat bei den Sommer-Militärweltspiele 1999 in Zagreb an und gewann dort im Marathon die Silbermedaille hinter Grzegorz Gajdus aus Polen. Beim Pjöngjang-Marathon 2000 kam er auf Rang 3 und im olympischen Marathon lief er auf Platz 30. Beim Pjöngjang-Marathon im folgenden Jahr errang er Platz 10.